# Cangcheng
Cangcheng (kinesiska: 苍城) är en köping i sydöstra Kina. Den ligger i Kaiping i staden Jiangmen i provinsen Guangdong, omkring 100 kilometer sydväst om provinshuvudstaden Guangzhou. Antalet invånare är 26 750. Befolkningen består av 13 338 kvinnor och 13 412 män. Barn under 15 år utgör 17,0 %, vuxna 15-64 år 71 %, och äldre över 65 år 11,0 %.